# Frieden von Arras (1482)

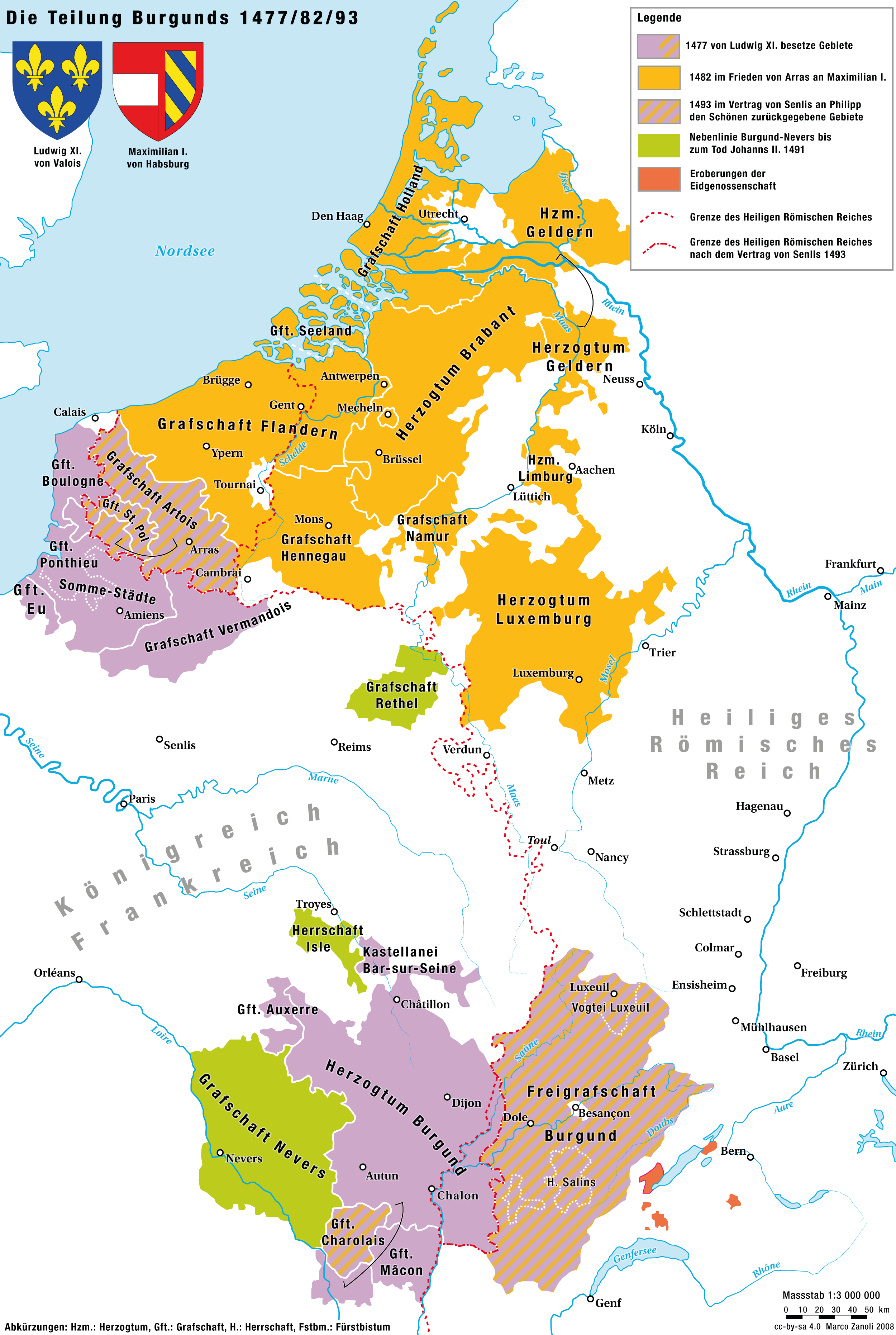
Die Aufteilung des burgundischen Erbes zwischen Frankreich und Habsburg bis 1493

Im Frieden von Arras, oder auch Vertrag von Arras trafen am 23. Dezember 1482 nach geführten kriegerischen Auseinandersetzungen König Ludwig XI. von Frankreich und Erzherzog Maximilian von Habsburg Regelungen ihrer Ansprüche in Bezug auf das Herzogtum Burgund, das im Ergebnis zwischen beiden Parteien aufgeteilt wurde.

## Vorgeschichte
Der burgundische Herzog Karl der Kühne war in der Schlacht bei Nancy am 5. Januar 1477 gefallen und hatte als einzige Erbin seine unvermählte Tochter Maria hinterlassen. Sie heiratete mit früherer Billigung ihres Vaters am 19. August 1477 den Erzherzog Maximilian von Österreich. 
Da Maria entgegen den Wünschen des französischen Königs Ludwig XI. nicht den Dauphin ehelichte, bemächtigte sich Frankreich sofort nach Karls Tod eines großen Teils des burgundischen Besitzes. In das französische Lehnsherzogtum Burgund, die Freigrafschaft Burgund und eine Reihe von Städten in Flandern, der Picardie und des Artois rückten Truppen ein. 
Im September 1477 schlossen Maximilian I. und Ludwig XI. einen Waffenstillstand. Im Jahr darauf wurden allerdings in Paris die französischen Ländereien von Karl dem Kühnen eingezogen – der Krieg begann erneut. Nach einem Sieg Maximilians über das französische Heer in der Schlacht bei Guinegate (1479) blieb Flandern im Besitz seiner Frau Maria. 
Maximilian geriet danach in Konflikt mit den niederländischen Städten, die keinen Einheitsstaat haben und die Selbstständigkeit ihrer Provinzen wahren wollten. Weiter musste er sich nach dem frühen Tod seiner Gemahlin am 27. März 1482, von der er die Kinder Philipp und Margarete hatte, neuerlich französischer Ansprüche erwehren. 
Nach Marias Tod empörten sich die Genter gegen Erzherzog Maximilian, welcher Vormund seines Sohns Philipp war, und zwangen ihn zu dem für ihn und die Niederlande unvorteilhaften Frieden von Arras.

## Vereinbarungen
Das Herzogtum Burgund, die Freigrafschaft, das Artois und einige kleinere Herrschaften fielen an Frankreich, welches Burgund als sein rechtmäßiges Eigentum ansah. Auch die Stadt Arras und die seit 1477 besetzte Picardie blieben in französischem Besitz.
Maximilian erhielt Flandern zurück. Im Vertrag von Senlis vom 23. Mai 1493 wurden ihm zudem auch die Freigrafschaft sowie das Artois zugesprochen.
Darüber hinaus vereinbarten beide Seiten das spätere Eingehen der Ehe zwischen der gerade zweijährigen Tochter Maximilians, Margarethe, und dem 13-jährigen französischen Dauphin Karl. Dieser Plan wurde jedoch nicht realisiert, da Karl VIII. im Jahr 1491 mit Anne de Bretagne den Lebensbund schloss.